# ACS Catalysis
ACS Catalysis is een internationaal, aan collegiale toetsing onderworpen wetenschappelijk tijdschrift over katalysatoren.
De naam wordt in literatuurverwijzingen meestal afgekort tot ACS Catal.
Het wordt uitgegeven door de American Chemical Society en verschijnt maandelijks.
Het eerste nummer verscheen in 2011.